# مرادلو (غوغ تبة)
مرادلو (بالفارسية: مرادلو) هي قرية تقع في إيران في أردبيل. يقدر عدد سكانها بـ 707 نسمة .